# 芭芭拉·肯德爾
芭芭拉·肯德爾（1967年8月30日—），新西蘭著名帆板運動員，生於奧克蘭南區帕帕庫拉區。1992年巴塞隆拿奧運會獲得女子帆板金牌。1996年亞特蘭大奧運會獲得女子帆板銀牌。2000年悉尼奧運會獲得女子帆板銅牌。2004年雅典奧運會獲得女子帆板第5名。此外她還奪得1987年、1998年、1999年及2002年世界滑浪風帆錦標賽冠軍。
2005年獲選為國際奧林匹克委員會委員。

## 外部連結
- Biography at New Zealand Olympic Committee
- Biography at International Olympic Committee （页面存档备份，存于）